# 730 (交通)
「730」為沖繩回歸由日本管治後6年（1978年）將道路通行方向由靠右行駛改為靠左行駛所使用之事前運動名稱，而此名稱乃由沖繩縣全域於1978年7月30日當日正式實施切換道路通行方向而得，實施後此名稱亦成為特定通稱。

## 背景

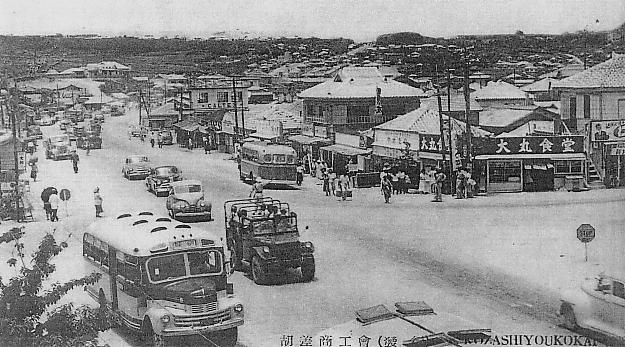
1950年代靠右行駛的胡差十字路口

第二次世界大戰完結前，沖繩縣之道路通行方向與日本其他地方一樣均為靠左行駛；沖繩島戰役結束當日即1945年6月24日，美軍甫一正式完整佔領沖繩，琉球列島美國民政府就即時切換其道路通行方向為如同美國本土般靠右行駛。此般與日本本土道路通行方向相反之情況，至1952年聯合國結束管治日本、1972年美國交還沖繩予日本管治，以及1975年沖繩國際海洋博覽會舉行時，仍然持续。
為遵守1949年维也纳道路交通会议所示「一國一交通制度」之立場，時任內閣在1975年通過決議切換沖繩之道路通行方向為靠左行駛，隨後沖繩縣警方設立專門對策室以2年時間完成切換道路通行方向之準備工作。此乃第二次世界大戰後日本就沖繩返還所作具象徵意義之大型項目，亦為世界上少數切換道路通行方向由靠右行駛改為靠左行駛之例子。

## 變更作業
由沖繩當地時間1978年7月29日22時起，沖繩縣全域除緊急車輛外所有路面汽車禁止通行，8小時後即翌日6時起路面汽車一律靠左行駛。
變更道路交通標誌、道路標示等均在該禁止路面汽車通行之8小時內同步完成；而高速公路上靠左通行用之交通標誌與標示則已在當日前事先安裝好並套蓋著，然後趁該禁止路面汽車通行之8小時內轉移有關蓋套至舊有靠右通行用之交通標誌，同時轉移靠左通行用之道路標示如行車線上標示左轉或右轉之箭頭等之蓋套至舊有靠右通行用之道路標示箭頭等。此方式因由久高弘發明而稱為「久高方式」。
由於沖繩縣警方人手不足以獨自處理道路通行方向變更作業相關之交通控制，日本警察廳亦从全國各縣警區調派警官趕赴增援。儘管如此，在道路通行方向變更後初期撞車與交通意外仍有发生。
是次道路通行方向變更作業可在短短8小時內瞬時完成，其中一原因乃當時沖繩並未有路面電車；倘路面電車要跟隨路面汽車一同由靠右行駛改為靠左行駛，則所有列車與月台均須改造結構。

## 媒體宣傳
電視廣告
沖繩縣向縣內民眾通過各媒體事先公告「730運動」，街知巷聞，宣傳電視廣告由沖繩縣出身、當時世界拳擊協會世界輕蠅級王者職業拳擊手，年僅23歲的具志堅用高亮相並講述內容如下：「沖繩之諸君，（吾乃）具志堅用高也。7月30日起交通法改變。（抬起右手握拳）人右、（抬起左手握拳）車左（貼有「730」標誌的左拳）」
遊戲節目
7月3日至28日期間逢星期一至五，沖繩電視台亦播映觀眾參與型問答遊戲節目「730問答」，宣傳「730運動」。

## 駕駛學校
6月3日至6月18日期間，指定駕駛學校指導員及技能檢定員按照沖繩縣警察部門指導下接受駕駛執照課程培訓。6月30日起新設靠左行駛安全設施（例如交通標識、信號），並引入右駕學習用車（沖縄縣交通方法變更對策補助金（駕駛學校設施與學習用車）公布要領）；7月1日起沖繩縣內開始教授靠左行駛之課程，並同時教授靠右行駛之課程予此前入學之學員。

## 巴士
由於專線巴士必須將上落車門從原右側改至左側，當時之載客巴士業者包括「琉球巴士」（今「琉球巴士交通」）、「沖繩巴士」、「那霸交通」（今「那霸巴士」）及「東陽巴士」接受國家及沖繩縣給予之補貼，購入1,000輛上落車門置左之右駕巴士（下称“730车”）：「琉球巴士」引入日產柴油車型，「沖繩巴士」引入三菱車型，「那霸交通」引入五十鈴車型，「東陽巴士」引入日野車型。730車考慮到鹽害因素而要求設計堅固耐用，是為沖繩規格。
730車自2004年起，受維修配件供應中斷等因素影響而急速驟然退役，目前僅有「沖繩巴士」、「東陽巴士」保留各1輛。「沖繩巴士」在2004年已替換走所有730車，並保留1輛作動態保存（並換上購買時之塗裝）；「東陽巴士」則為最遲替換走所有730車的公司，2008年6月方悉數退役報廢所有730車，但亦保留1輛作動態保存，並每月數度投入商業營運；前「那霸交通」之730車由「那霸巴士」在2005年1月全數退役報廢，其後「那霸巴士」引入自「琉球巴士交通」之730車亦在2007年6月全數退役報廢。
1975年沖繩國際海洋博覽會舉行時，不少旅遊巴士仍為左駕車輛，由於車齡不高，故在改裝成上落車門置左之右駕巴士後繼續行駛，惟截至2000年代已全數退役報廢；另有部份旅遊巴士則直接售往其他行駛左駕車輛之國家，如中華人民共和國等。
變更實施後，各地事故多發。一般車輛之事故僅屬互相碰撞，巴士之事故則往往屬於迎面相撞等重大事故。此乃因日常駕駛之巴士司機仍然完全習慣以左駕車靠右行駛，而新交通方式之練習期短促所致。此外，計程車事故同樣多發。

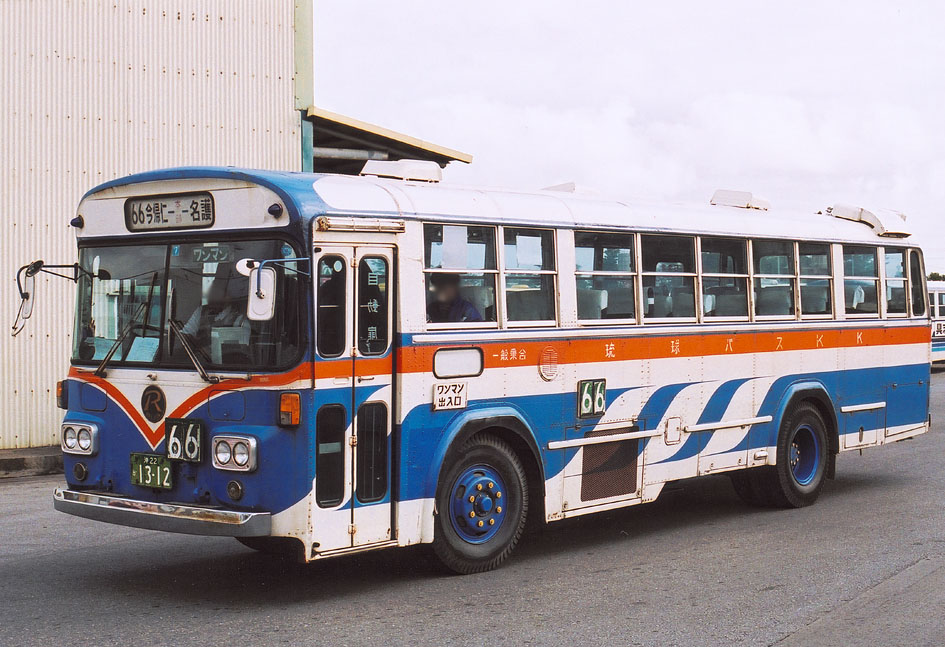
「琉球巴士」（今「琉球巴士交通」）之730車。部份塗裝變更，方向幕加大。
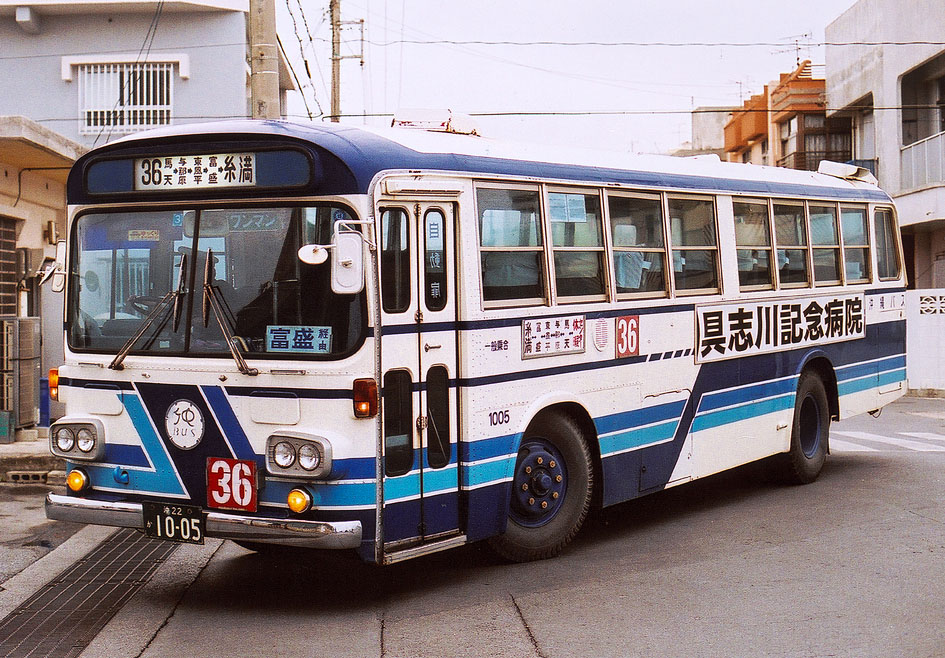
「沖繩巴士」之730車。動態保存車輛1輛（非照片所示之該輛），而該輛實際動態保存之車輛之塗裝亦與照片所示之該輛不同。
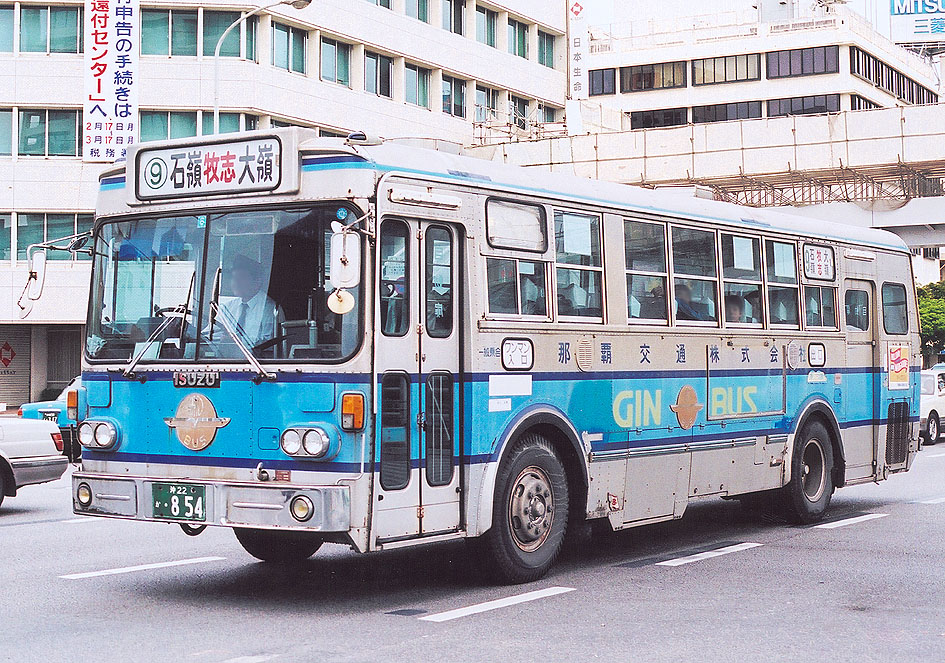
「那霸交通」（今「那霸巴士」）之730車。末期時塗裝已變更。
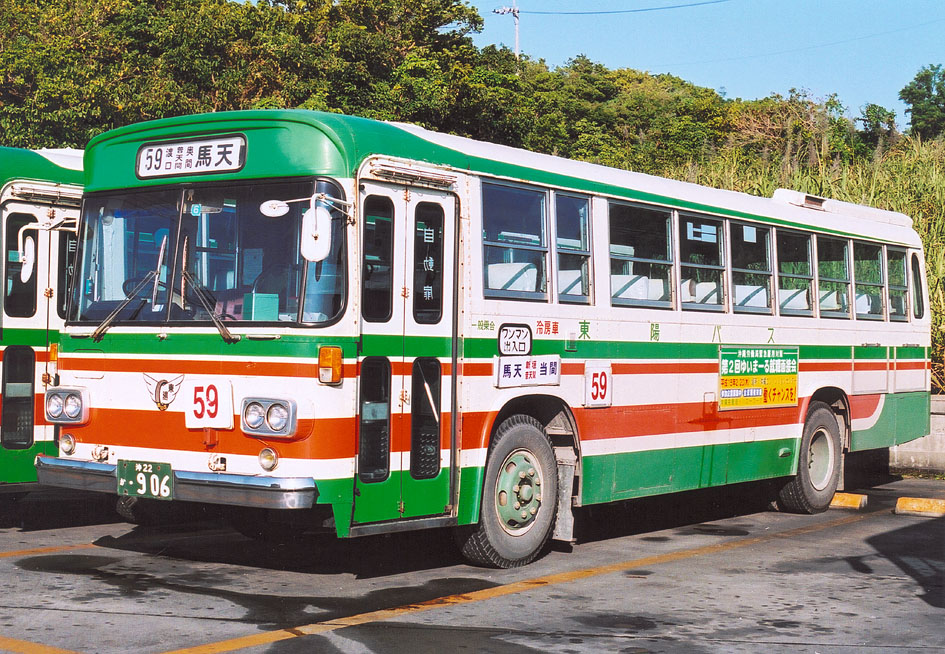
「東陽巴士」之730車。照片所示車輛1輛成為動態保存車輛，部份方向幕加大。

## 紀念碑

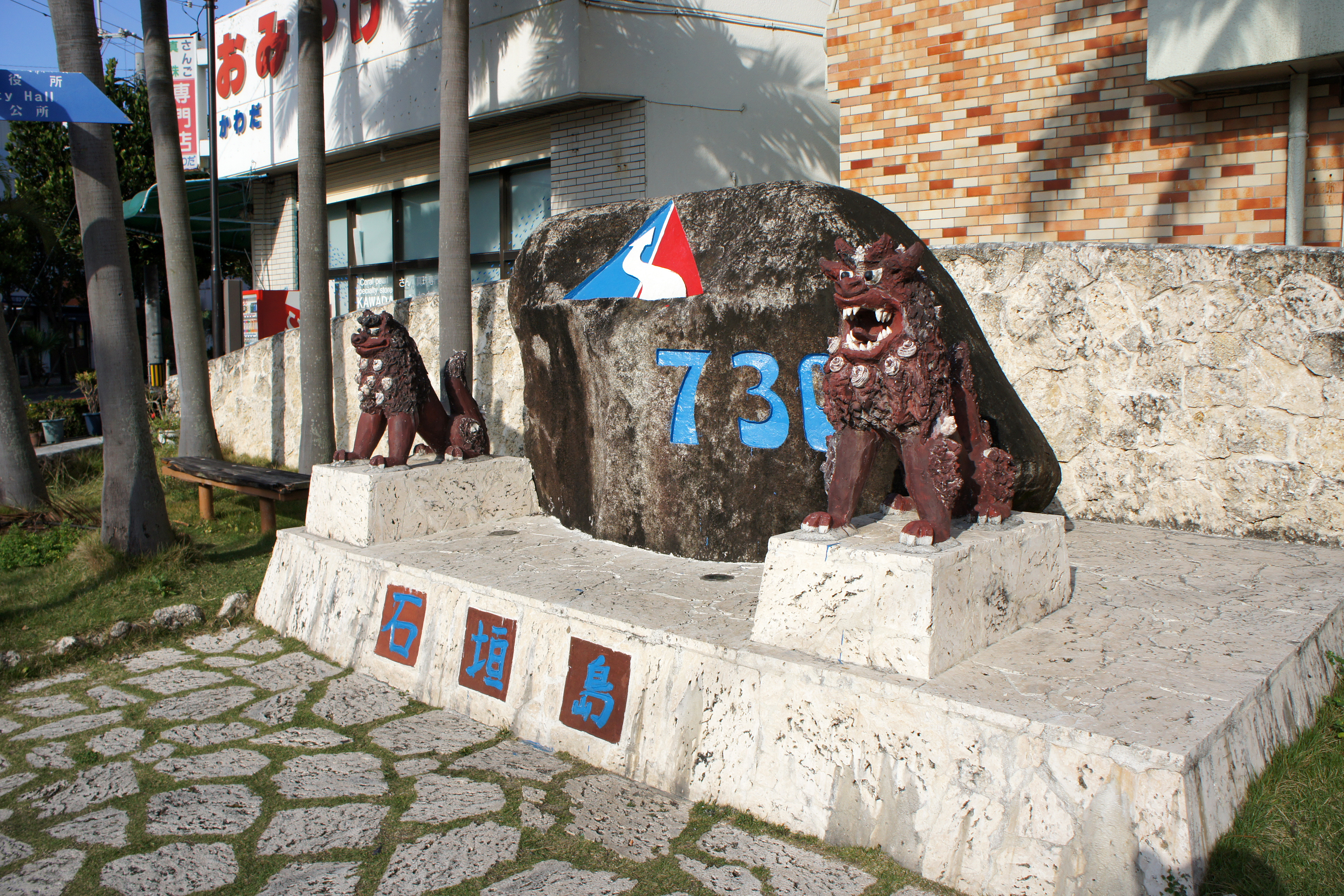
位於石垣市之紀念碑。約1米高之石塊，繪畫了紀念沖繩縣交通由右側通行改成左側通行之設計圖標。

在石垣市，有雅稱為「730交叉點」的紀念石碑；2008年7月31日，為紀念730運動30周年，該紀念碑重新安裝在已發展成「730交叉點」之公園。宮古島市平良則設有「730紀念塔」。

## 插曲

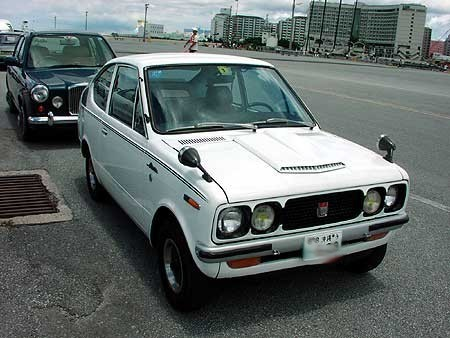
729車輛
此車為三菱Minica Skipper，屬沖繩靠右行駛規格。

- 7月30日，變更實施當日及往後，因乏缺經驗而生之問題與意外眾多。在交匯處左轉或右轉時，新制下必須轉入靠左之車道，而舊制下則轉入靠右之車道，不少與對頭車迎面相撞之事故就此發生。即使計程車司機與巴士司機，亦無法即時適應新措施，仍習慣成自然般駛入右線甚至停車。
- 沖繩縣內曾出现關於「沖繩之右側通行接近世界標準，將改為同日本本土側」的議論[11]。
- 730經過30年後，2008年7月4日至8月13日期間，那覇市歴史博物館推出「交通方法變更30年紀念展『730狂想曲』」展覽，展出當時照片新聞等資料、以及指示牌、看板等物資。
- 2008年7月、當時之其中一位現場負責縣警久高弘，總結了730之經驗與艱辛，自費出版回顧錄《回顧沖縄730──三十周年紀念》。久高謂出版之動機為「讓後世知悉」與回應新聞記者[12]。
- 1970年代後半至1980年代為止，右駕車輛普遍稱為「730車輛」，同様左駕車輛普遍稱為「729車輛」，過時的右駕車輛變得更加普遍；至2012年，兩者亦屬過時，然而仍有少量未復修之左駕車運行。
- 沖繩回歸日本前，入口沖繩之全新車輛即使係日本製造，皆為左駕車；回歸後亦可選擇入口日本製右駕車，此後原則上沖繩僅銷售右駕車。

## 外部連結
- 山原國道的故事 - 回歸後之道路（1972年～2000年）（页面存档备份，存于） - 山原淨負荷（內閣府 沖繩綜合事務局 北部國道事務所）（日語）